# Chambost-Longessaigne

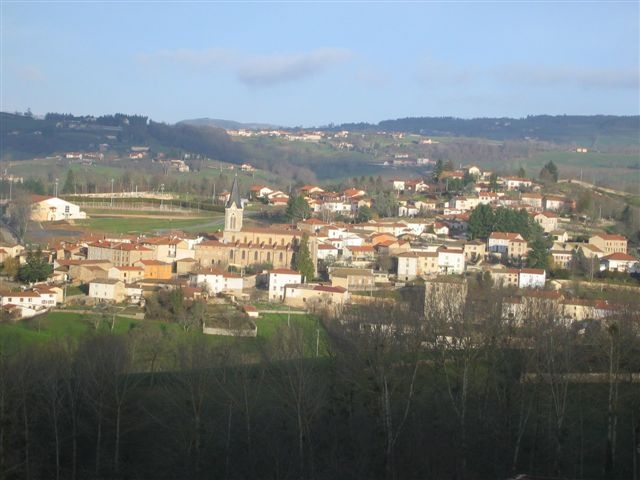
Chambost, 2003

Chambost-Longessaigne – miejscowość i gmina we Francji, w regionie Owernia-Rodan-Alpy, w departamencie Rodan.
Według danych na rok 1990 gminę zamieszkiwały 632 osoby, a gęstość zaludnienia wynosiła 41 osób/km² (wśród 2880 gmin regionu Rodan-Alpy Chambost-Longessaigne plasuje się na 1037. miejscu pod względem liczby ludności, natomiast pod względem powierzchni na miejscu 745.).